# Divico
Divico (n. în jurul anului 135 î.Hr. – d. după 58 î.Hr.) a fost un aristocrat tigurin, unul dintre triburile alcătuind națiunea celtică a helveților.

## Biografie
Iulius Cezar scrie în lucrarea sa despre războaiele galice (I, 13-14) că la migrația din 58 î.Hr., Divico a fost ambasador al helveților la Cezar, înainte ca aceștia să fie învinși în Bătălia de la Bibracte. Că este același om nu lasă nicio îndoială pentru Cezar care scrie: „șeful acestei ambasade era Divico care fusese generalul helveților în războiul împotriva lui Cassius” (BG, I, 13). Cu toate acestea, această identificare a fost uneori dezbătută deoarece patruzeci și nouă de ani separă cele două bătălii.